# St-Jean (Campénéac)

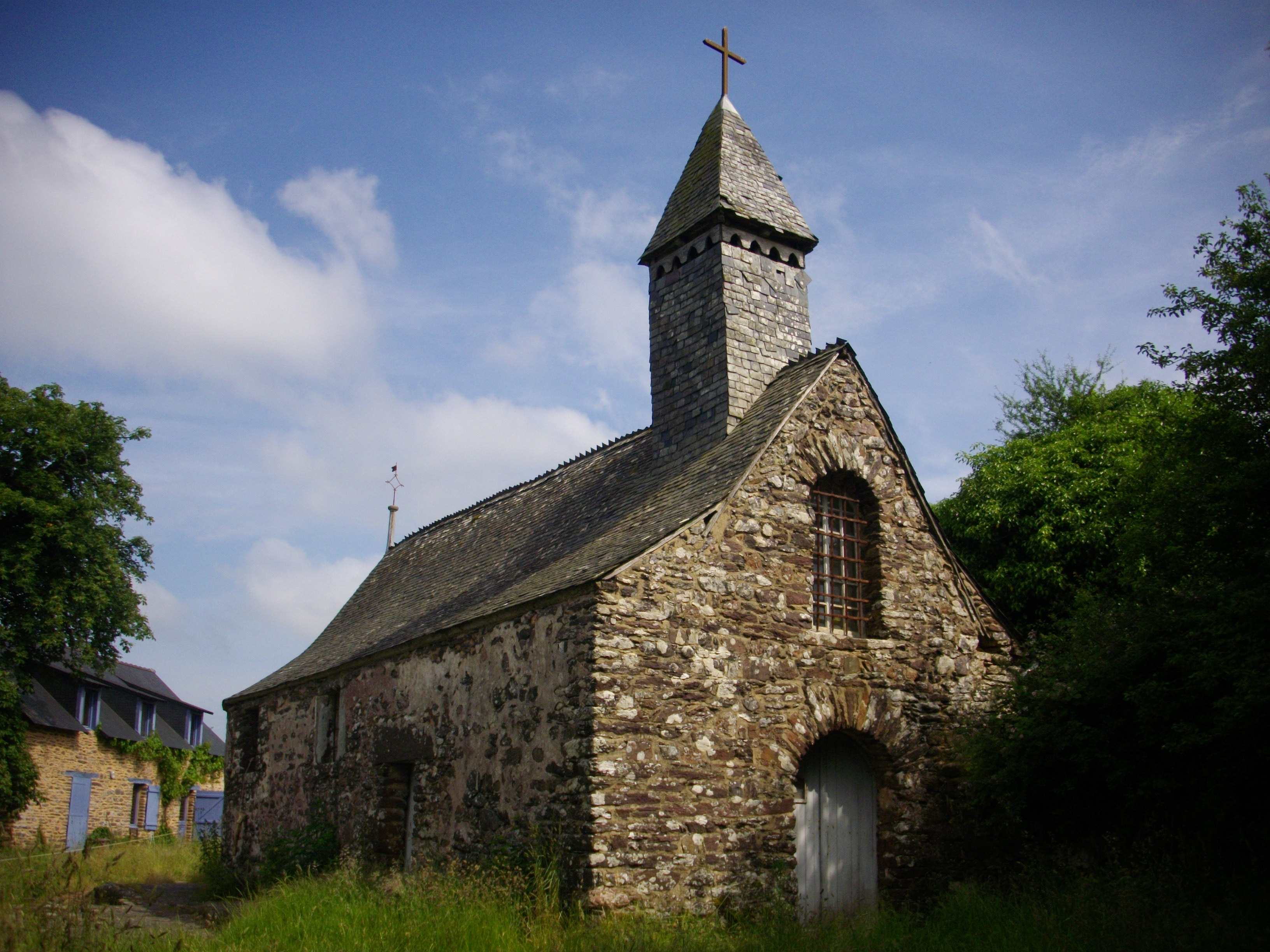
Kapelle St-Jean

St-Jean ist eine römisch-katholische Kapelle gelegen im Wald der Brocéliande auf dem Ortsgebiet von Campénéac (Département Morbihan) in der Bretagne. Die Kapelle ist seit 1946 als Monument historique eingestuft.

## Geschichte
Die Kapelle St-Jean ist der einzige Rest einer ursprünglich größeren Anlage mit zugehörigem Hospital. Die Besitzungen in Campénéac wurden dem Templerorden im Jahr 1160 durch Herzog Conan IV. bestätigt. Die Kapelle wird in ihren Ursprüngen in das 13. Jahrhundert datiert. Sie stellt einen einschiffigen Bau mit einer Halbkreisapsis im Osten dar. Im Jahr 1312 wurde die Anlage dem Johanniterorden überwiesen.
1568 übergab Karl IX. Kapelle und Hospital den Herren von Trécesson, die fortan hier ihre Grablege hatten. Im 17. Jahrhundert wurde die Kapelle umgestaltet und erhielt ihr heutiges Erscheinungsbild.